# Парламентские выборы в Гватемале (1923)
Парламентские выборы в Гватемале прошли в декабре 1923 года. В результате победу одержала Либеральная партия, получившая все 69 мест Конгресса. Американский дипкорпус описывал выборы как фальсифицированные.

## Результаты
| Партии и альянсы                   | Голоса | %   | Места |
| ---------------------------------- | ------ | --- | ----- |
| Либеральная партия                 |        |     | 69    |
| Прогрессивная либеральная партия   |        |     | 0     |
| Консервативная партия              |        |     | 0     |
| Недействительных/пустых бюллетеней |        | -   | -     |
| Всего                              |        | 100 | 69    |